# Lijst van planetoïden 53301-53400
Dit is een lijst van planetoïden 53301-53400. Voor de volledige lijst zie de lijst van planetoïden.
| Naam                | Voorlopige naamgeving | Datum ontdekking | Ontdekker                        |
| ------------------- | --------------------- | ---------------- | -------------------------------- |
| (53301) -           | 1999 GL34             | 6 april 1999     | LINEAR                           |
| (53302) -           | 1999 GZ34             | 6 april 1999     | LINEAR                           |
| (53303) -           | 1999 GF45             | 12 april 1999    | LINEAR                           |
| (53304) -           | 1999 GQ47             | 6 april 1999     | LONEOS                           |
| (53305) -           | 1999 GQ53             | 11 april 1999    | LONEOS                           |
| (53306) -           | 1999 HA3              | 24 april 1999    | J. Broughton                     |
| (53307) -           | 1999 HC8              | 20 april 1999    | Spacewatch                       |
| (53308) -           | 1999 HJ8              | 16 april 1999    | LINEAR                           |
| (53309) -           | 1999 HT8              | 17 april 1999    | LINEAR                           |
| (53310) -           | 1999 HY9              | 17 april 1999    | LINEAR                           |
| (53311) Deucalion   | 1999 HU11             | 18 april 1999    | Deep Ecliptic Survey             |
| (53312) -           | 1999 JZ               | 7 mei 1999       | LINEAR                           |
| (53313) -           | 1999 JF2              | 8 mei 1999       | CSS                              |
| (53314) -           | 1999 JT2              | 7 mei 1999       | BAO Schmidt CCD Asteroid Program |
| (53315) -           | 1999 JD3              | 10 mei 1999      | D. K. Chesney                    |
| (53316) Michielford | 1999 JY3              | 9 mei 1999       | G. Hug                           |
| (53317) -           | 1999 JJ6              | 13 mei 1999      | LINEAR                           |
| (53318) -           | 1999 JV7              | 13 mei 1999      | J. Broughton                     |
| (53319) -           | 1999 JM8              | 13 mei 1999      | LINEAR                           |
| (53320) -           | 1999 JW8              | 14 mei 1999      | P. G. Comba                      |
| (53321) -           | 1999 JL12             | 8 mei 1999       | CSS                              |
| (53322) -           | 1999 JK15             | 15 mei 1999      | CSS                              |
| (53323) -           | 1999 JV16             | 15 mei 1999      | Spacewatch                       |
| (53324) -           | 1999 JZ18             | 10 mei 1999      | LINEAR                           |
| (53325) -           | 1999 JN21             | 10 mei 1999      | LINEAR                           |
| (53326) -           | 1999 JV22             | 10 mei 1999      | LINEAR                           |
| (53327) -           | 1999 JL23             | 10 mei 1999      | LINEAR                           |
| (53328) -           | 1999 JS26             | 10 mei 1999      | LINEAR                           |
| (53329) -           | 1999 JK27             | 10 mei 1999      | LINEAR                           |
| (53330) -           | 1999 JN32             | 10 mei 1999      | LINEAR                           |
| (53331) -           | 1999 JW34             | 10 mei 1999      | LINEAR                           |
| (53332) -           | 1999 JL36             | 10 mei 1999      | LINEAR                           |
| (53333) -           | 1999 JZ36             | 10 mei 1999      | LINEAR                           |
| (53334) -           | 1999 JJ41             | 13 mei 1999      | LINEAR                           |
| (53335) -           | 1999 JL41             | 10 mei 1999      | LINEAR                           |
| (53336) -           | 1999 JP42             | 10 mei 1999      | LINEAR                           |
| (53337) -           | 1999 JX42             | 10 mei 1999      | LINEAR                           |
| (53338) -           | 1999 JY46             | 10 mei 1999      | LINEAR                           |
| (53339) -           | 1999 JA47             | 10 mei 1999      | LINEAR                           |
| (53340) -           | 1999 JH47             | 10 mei 1999      | LINEAR                           |
| (53341) -           | 1999 JP49             | 10 mei 1999      | LINEAR                           |
| (53342) -           | 1999 JK51             | 10 mei 1999      | LINEAR                           |
| (53343) -           | 1999 JO54             | 10 mei 1999      | LINEAR                           |
| (53344) -           | 1999 JX54             | 10 mei 1999      | LINEAR                           |
| (53345) -           | 1999 JZ54             | 10 mei 1999      | LINEAR                           |
| (53346) -           | 1999 JE57             | 10 mei 1999      | LINEAR                           |
| (53347) -           | 1999 JE58             | 10 mei 1999      | LINEAR                           |
| (53348) -           | 1999 JC59             | 10 mei 1999      | LINEAR                           |
| (53349) -           | 1999 JM61             | 10 mei 1999      | LINEAR                           |
| (53350) -           | 1999 JD65             | 12 mei 1999      | LINEAR                           |
| (53351) -           | 1999 JF66             | 12 mei 1999      | LINEAR                           |
| (53352) -           | 1999 JL67             | 12 mei 1999      | LINEAR                           |
| (53353) -           | 1999 JC70             | 12 mei 1999      | LINEAR                           |
| (53354) -           | 1999 JG70             | 12 mei 1999      | LINEAR                           |
| (53355) -           | 1999 JD71             | 12 mei 1999      | LINEAR                           |
| (53356) -           | 1999 JJ71             | 12 mei 1999      | LINEAR                           |
| (53357) -           | 1999 JM73             | 12 mei 1999      | LINEAR                           |
| (53358) -           | 1999 JO73             | 12 mei 1999      | LINEAR                           |
| (53359) -           | 1999 JM74             | 12 mei 1999      | LINEAR                           |
| (53360) -           | 1999 JU75             | 10 mei 1999      | LINEAR                           |
| (53361) -           | 1999 JF76             | 10 mei 1999      | LINEAR                           |
| (53362) -           | 1999 JY76             | 12 mei 1999      | LINEAR                           |
| (53363) -           | 1999 JD77             | 12 mei 1999      | LINEAR                           |
| (53364) -           | 1999 JL77             | 12 mei 1999      | LINEAR                           |
| (53365) -           | 1999 JO78             | 13 mei 1999      | LINEAR                           |
| (53366) -           | 1999 JU79             | 13 mei 1999      | LINEAR                           |
| (53367) -           | 1999 JR80             | 12 mei 1999      | LINEAR                           |
| (53368) -           | 1999 JF81             | 14 mei 1999      | LINEAR                           |
| (53369) -           | 1999 JQ81             | 12 mei 1999      | LINEAR                           |
| (53370) -           | 1999 JY81             | 12 mei 1999      | LINEAR                           |
| (53371) -           | 1999 JA83             | 12 mei 1999      | LINEAR                           |
| (53372) -           | 1999 JB83             | 12 mei 1999      | LINEAR                           |
| (53373) -           | 1999 JP83             | 12 mei 1999      | LINEAR                           |
| (53374) -           | 1999 JC84             | 12 mei 1999      | LINEAR                           |
| (53375) -           | 1999 JF86             | 12 mei 1999      | LINEAR                           |
| (53376) -           | 1999 JJ86             | 12 mei 1999      | LINEAR                           |
| (53377) -           | 1999 JQ86             | 12 mei 1999      | LINEAR                           |
| (53378) -           | 1999 JO87             | 12 mei 1999      | LINEAR                           |
| (53379) -           | 1999 JZ88             | 12 mei 1999      | LINEAR                           |
| (53380) -           | 1999 JS89             | 12 mei 1999      | LINEAR                           |
| (53381) -           | 1999 JK90             | 12 mei 1999      | LINEAR                           |
| (53382) -           | 1999 JL91             | 12 mei 1999      | LINEAR                           |
| (53383) -           | 1999 JO91             | 12 mei 1999      | LINEAR                           |
| (53384) -           | 1999 JY92             | 12 mei 1999      | LINEAR                           |
| (53385) -           | 1999 JB93             | 12 mei 1999      | LINEAR                           |
| (53386) -           | 1999 JF93             | 12 mei 1999      | LINEAR                           |
| (53387) -           | 1999 JF94             | 12 mei 1999      | LINEAR                           |
| (53388) -           | 1999 JZ95             | 12 mei 1999      | LINEAR                           |
| (53389) -           | 1999 JZ96             | 12 mei 1999      | LINEAR                           |
| (53390) -           | 1999 JM100            | 12 mei 1999      | LINEAR                           |
| (53391) -           | 1999 JX100            | 12 mei 1999      | LINEAR                           |
| (53392) -           | 1999 JZ100            | 12 mei 1999      | LINEAR                           |
| (53393) -           | 1999 JA102            | 13 mei 1999      | LINEAR                           |
| (53394) -           | 1999 JD102            | 13 mei 1999      | LINEAR                           |
| (53395) -           | 1999 JZ102            | 13 mei 1999      | LINEAR                           |
| (53396) -           | 1999 JL104            | 15 mei 1999      | LINEAR                           |
| (53397) -           | 1999 JJ107            | 13 mei 1999      | LINEAR                           |
| (53398) -           | 1999 JM111            | 13 mei 1999      | LINEAR                           |
| (53399) -           | 1999 JG112            | 13 mei 1999      | LINEAR                           |
| (53400) -           | 1999 JB113            | 13 mei 1999      | LINEAR                           |